# Laura Story
Laura Mixon Story Elvington (* 5. September 1978) ist eine US-amerikanische Musikerin, Sängerin und Songwriterin. Mit ihrem Album Blessings wurde sie Nummer 1 in den Billboard Christian Songs Charts und gewann 2012 den Grammy Award für die beste zeitgenössische christliche Musik.

## Leben
1996 begann Storys Karriere, als Shane Williams von der Musikband Bald Silers sie an der Columbia International University traf und fragte, ob sie der Band als Bassist beitreten wolle. Sie tat dies und veröffentlichte darauf vier Alben mit der Band. 2004 wurde der Titelsong ihres Albums von Chris Tomlin in sein Album aufgenommen und erreichte Platz 2 der Billboard Hot Christian Songs.
2005 heiratete Story ihren Jugendfreund und Baseballspieler Martin Elvington, und sie zogen nach Atlanta, um dort Lobpreisleiter einer Kirche zu werden. 2006 unterzeichnete sie einen Plattenvertrag mit INO Records, 2008 veröffentlichte sie ihr drittes Album Great God Who Saves (deutsch: Großer Gott, der rettet). 2010 wurde sie für die weibliche Stimme des Jahres bei den 41. GMA Dove Awards nominiert. 2013 veröffentlichte sie ihr drittes Studioalbum God every story (Gott jeglicher Geschichte).
Story wohnt heute in Spartanburg in South Carolina.

## Blessings
2011 veröffentlicht sie ihr viertes Album mit dem Titel Blessings (deutsch: Segen). Das Album landete auf Anhieb auf Platz 2 der Billboard Christian Album Charts, einen Monat später sogar auf Platz 1 der Billboard Christian Songs Charts. In einem Interview erklärte Story: „Blessings sind nur einige Songs über die Anbetung, wenn das Leben hart ist.“ Bei ihrem Mann Martin wurde ein Gehirntumor diagnostiziert, und sie fragte sich: „Warum kannst du ihn nicht einfach aufheben, Gott? Du bist allmächtig und liebevoll … heb ihn doch einfach auf!“
Die Entfernung des Hirntumors bei ihrem Ehemann verlief nicht ohne Komplikationen, so dass sein Kurzzeitgedächtnis, Zeitempfinden und Immunsystem stark beeinträchtigt wurden. Aber er kämpfte sich auch mit jahrelangen Therapiemaßnahmen ins Leben zurück, ohne eine vollständige Heilung zu erleben. Diese schwere Erfahrung und die drei gemeinsamen Kinder haben Story geprägt, ihren Glauben an Gott geprüft und ihre Lieder beeinflusst. Im Lied Blessings spricht sie offen davon.

## Diskografie

### Mit Bald Silers
- 1997 Climbing
- 1998 Live at Town Theater
- 1999 Nothing Else Beside (Nichts anderes daneben)
- 2000 Bald Silers (Silers Bald ist der Name eines Bergs der Appalachen)

### Studioalben
| Jahr | Titel               | Höchstplatzierung, Gesamtwochen, AuszeichnungChartplatzierungen (Jahr, Titel, Platzierungen, Wochen, Auszeichnungen, Anmerkungen) | Höchstplatzierung, Gesamtwochen, AuszeichnungChartplatzierungen (Jahr, Titel, Platzierungen, Wochen, Auszeichnungen, Anmerkungen) | Anmerkungen                                              |
| Jahr | Titel               | US | Christ | Anmerkungen                                              |
| ---- | ------------------- | --- | --- | -------------------------------------------------------- |
| 2002 | Indescribable       | — | — | Erstveröffentlichung: 2002                               |
| 2005 | There Is Nothing    | — | — | Erstveröffentlichung: 2005                               |
| 2008 | Great God Who Saves | — | Christ25 (2 Wo.)Christ | Erstveröffentlichung: 18. März 2008                      |
| 2011 | Blessings           | US30 Gold · (38 Wo.)US | Christ1 (78 Wo.)Christ | Erstveröffentlichung: 12. April 2011 Verkäufe: + 500.000 |
| 2013 | God of Every Story  | US103 (3 Wo.)US | Christ7 (37 Wo.)Christ | Erstveröffentlichung: 30. September 2013                 |
| 2017 | Open Hands          | — | Christ28 (1 Wo.)Christ | Erstveröffentlichung: 3. März 2017                       |

### Weihnachtsalben
| Jahr | Titel       | Höchstplatzierung, Gesamtwochen, AuszeichnungChartsChartplatzierungen (Jahr, Titel, Platzierungen, Wochen, Auszeichnungen, Anmerkungen) | Anmerkungen                           |
| Jahr | Titel       | Christ | Anmerkungen                           |
| ---- | ----------- | --- | ------------------------------------- |
| 2015 | God With Us | Christ13 (12 Wo.)Christ | Erstveröffentlichung: 9. Oktober 2015 |

### Extended Plays
- 2019: I Give Up

### Singles
| Jahr | Titel Album                               | Höchstplatzierung, Gesamtwochen, AuszeichnungChartsChartplatzierungen (Jahr, Titel, Album, Platzierungen, Wochen, Auszeichnungen, Anmerkungen) | Anmerkungen           |
| Jahr | Titel Album                               | Christ | Anmerkungen           |
| --- | ----------------------------------------- | --- | --------------------- |
| 2008 | Mighty to Save Great God Who Saves        | Christ9 (30 Wo.)Christ |                       |
| 2011 | Blessings                                 | Christ1 Platin · (34 Wo.)Christ | Verkäufe: + 1.000.000 |
| 2011 | What a Savior Blessings                   | Christ5 (22 Wo.)Christ |                       |
| 2013 | I Can Just Be Me God of Every Story       | Christ16 (23 Wo.)Christ |                       |
| 2017 | Open Hands                                | Christ30 (16 Wo.)Christ | feat. Mac Powell      |
| Folgende Lieder erschienen nicht als Single, wurden aber durch das Album zum Download und Streaming bereitgestellt und konnten somit eine Platzierung erlangen: |                                           | |                       |
| |                                           | |                       |
| 2015 | Just Another Christmas God With Us        | Christ38 (4 Wo.)Christ |                       |
| 2015 | Angels We Have Heard on High God With Us  | Christ43 (2 Wo.)Christ |                       |
| 2015 | Emmanuel God With Us                      | Christ18 (2 Wo.)Christ |                       |
| 2015 | Come Thou Long Expected Jesus God With Us | Christ49 (1 Wo.)Christ |                       |

## Nominationen und Auszeichnungen
- 2006 Nomination für Song und Worship Song des Jahres mit Indescribable (Unbeschreiblich)
- 2009 Nomination für weibliche Stimme des Jahrs, Song des Jahres und Praise & Worship Album des Jahres Great God Who Saves (Großer Gott, der rettet). Album des Jahres gewonnen mit Great God Who Saves.
- 2010 Nomination für weibliche Stimme des Jahres
- 2011 Nomination für weibliche Stimme des Jahres
- 2012 Nomination zum Künstler des Jahres, Popsong des Jahres gewonnen mit Blessings (Segen) und zeitgenössisches Popalbum des Jahres gewonnen mit Blessings.

## Schriften
- Mit Jennifer Schuchmann: Selbst wenn du mich vergisst – Meine Ehe mit einem Mann ohne Kurzzeitgedächtnis, SCM Hänssler, Holzgerlingen 2018, ISBN 978-3-77515-837-4 (Englischer Originaltitel: When God doesn’t fix it)